# 新皮利皮夫卡

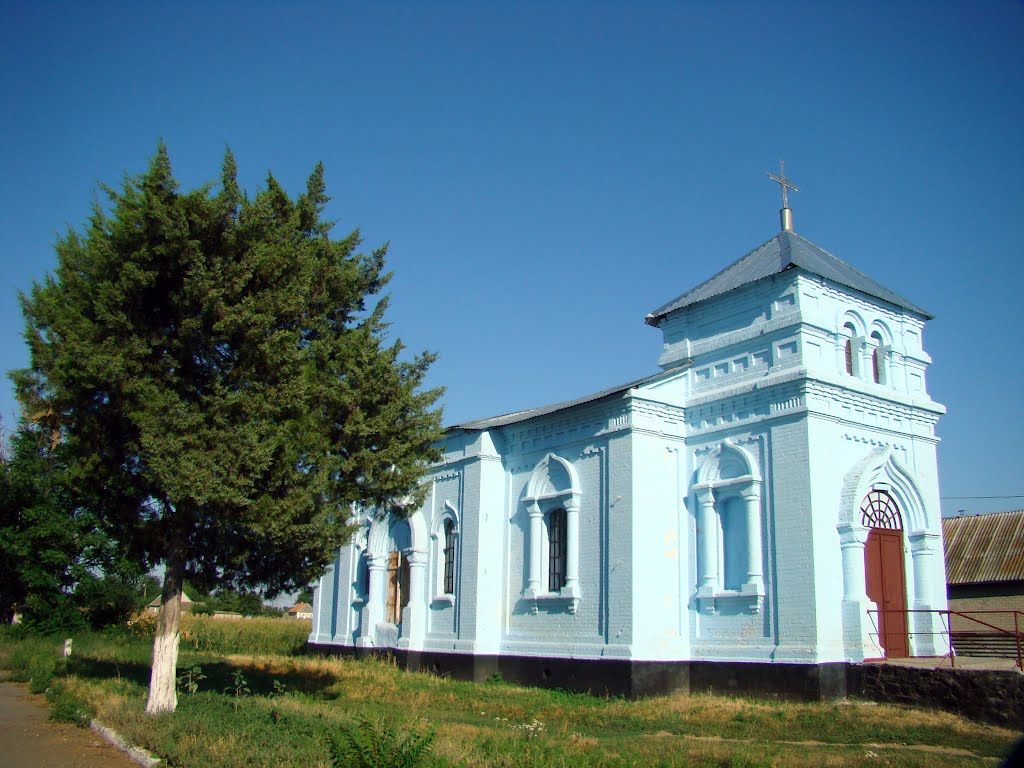

46°57′7″N 35°29′12″E / 46.95194°N 35.48667°E
新皮利皮夫卡（烏克蘭語：Новопилипівка）是位於烏克蘭東南部的村莊，由扎波羅熱州梅利托波爾區的米爾內市鎮負責管轄。該村始建於1859年，面積0.26平方公里，海拔高度12米，2001年人口705，人口密度每平方公里2,732.6人。